# Бен Фальконе
Бенджамін Скотт Фальконе (також Фелкоун, англ. Benjamin Scott Falcone; нар. 25 серпня 1973) — американський актор, комік і режисер. Одружений з актрисою Мелісою Маккарті, з якою часто співпрацює в кіно. У 2013 році пара заснувала продюсерську компанію On the Day.
Фальконе дебютував як режисер у 2014 році з фільмом «Теммі», сценарій до якого він написав у співавторстві з Маккарті, а також став режисером, співавтором сценарію та продюсером фільмів «Леді бос», «Душа компанії», «Суперінтелект» і «Громові сили», в яких Меліса Маккарті зіграла головні роді. У 2022 році Фальконе створив для Netflix оригінальний серіал «Улюблений дурень бога», в головних ролях якого знявся разом із дружиною.
Він також з'являвся як камео у фільмах «Подружки нареченої», «Піймай шахрайку, якщо зможеш», «Озброєні і небезпечні», «Шпигунка», «Чи зможете Ви мені пробачити?» і серіалі «Дев'ять ідеальних незнайомців», у всіх з яких зіграла його дружина.

## Особисте життя
Фальконе народився в Карбондейлі, штат Іллінойс, у сім'ї Пег і Стіва Фальконе. Він має італійське, англійське, німецьке та ірландське походження.
8 жовтня 2005 року одружився зі своєю давньою подругою, актрисою Мелісою Маккарті, з якою має двох дочок, Вівіан (нар. 5 травня 2007) і Джорджет (нар. 22 лютого 2010).

## Фільмографія

### Режисер, сценарист, продюсер
| Рік       | Назва                                       | Оригінальна назва                           | Режисер | Сценарист | Продюсер   |
| --------- | ------------------------------------------- | ------------------------------------------- | ------- | --------- | ---------- |
| 2014      | Теммі                                       | Tammy                                       | Так     | Так       | виконавчий |
| 2016      | Леді бос                                    | The Boss                                    | Так     | Так       | Так        |
| 2018      | Душа компанії                               | Life of the Party                           | Так     | Так       | Так        |
| 2018      | Іграшки для дорослих                        | The Happytime Murders                       | Ні      | Ні        | Так        |
| 2020      | Суперінтелект                               | Superintelligence                           | Так     | Ні        | Так        |
| 2021      | Громові сили                                | Thunder Force                               | Так     | Так       | Так        |
| 2021      | Боб Росс: Історія щастя, зради й жадоби     | Bob Ross: Happy Accidents, Betrayal & Greed | Ні      | Ні        | Так        |
| 2011–2012 | Луні Тюнз Шоу (14 епізодів)                 | The Looney Tunes Show                       | Ні      | Так       | Ні         |
| 2017–2018 | Ніхто (пілотний епізод)                     | Nobodies                                    | Так     | Ні        | виконавчий |
| 2022      | Улюблений дурень бога (автор і головна роль | God's Favorite Idiot)                       | Ні      | Так       | виконавчий |

### Акторські роботи
| Рік       |    | Українська назва                              | Оригінальна назва                         | Роль                                     |
| --------- | -- | --------------------------------------------- | ----------------------------------------- | ---------------------------------------- |
| 2001      | ф  | Приземлення Ренні / Крадіжка часу             | Rennie's Landing / Stealing Time          | Працівник банку                          |
| 2002      | с  | Угамуй свій запал                             | Curb Your Enthusiasm                      | Клерк (1 епізод)                         |
| 2002      | с  | Так, люба!                                    | Yes, Dear                                 | Чоловік-сталкер (1 епізод)               |
| 2003      | с  | Як сказав Джим                                | According to Jim                          | Судовий кур’єр (1 епізод)                |
| 2003      | с  | Дівчата Гілмор                                | Gilmore Girls                             | Містер Брінк, адвокат Френ (1 епізод)    |
| 2003      | кф | Куряча вечірка                                | Chicken Party                             | Офіцер поліції                           |
| 2005      | ф  | Следж: Нерозказана історія                    | Sledge: The Untold Story                  | Джеррі Мосс                              |
| 2005      | ф  | Гуртом дешевше 2                              | Cheaper by the Dozen 2                    | Покровитель театру                       |
| 2006      | с  | Мене звати Ерл                                | My Name Is Earl                           | Ед Рід (1 епізод)                        |
| 2006      | ф  | Гарфілд 2: Історія двох котиків               | Garfield: A Tail of Two Kitties           | Американський турист у замку             |
| 2004—2006 | с  | Джої                                          | Joey                                      | Говард (17 епізодів)                     |
| 2006      | с  | Клас                                          | The Class                                 | Помічник офіціанта                       |
| 2006      | ф  | Діти без нагляду                              | Unaccompanied Minors                      | Санта Клаус в ТРЦ                        |
| 2007      | ф  | Реготуха                                      | Smiley Face                               | Агент                                    |
| 2007      | ф  | Дев'ятки                                      | The Nines                                 | У ролі себе                              |
| 2007      | ф  | Готуйте!                                      | Cook Off!                                 | Камерон Стренг                           |
| 2007      | с  | Приватний детектив Енді Баркер                | Andy Barker, P.I.                         | Скотт (1 епізод)                         |
| 2008      | ф  | Прекрасні виродки                             | Pretty Ugly People                        | Тренер Меррівезер                        |
| 2008      | с  | Ріта віджигає                                 | Rita Rocks                                | Гаррі                                    |
| 2010      | с  | Кістки                                        | Bones                                     | Енді Фуґер (1 епізод)                    |
| 2010      | с  | Сини Тусона                                   | Sons of Tucson                            | Д-р Лу (1 епізод)                        |
| 2010      | в  | Дубль 22: За лаштунками секвестру             | Take 22: Behind the Scenes of Sequestered |                                          |
| 2011      | ф  | Подружки нареченої                            | Bridesmaids                               | Повітряний маршал Джон                   |
| 2012      | с  | Щасливий кінець                               | Happy Endings                             | Даррен (1 епізод)                        |
| 2012      | ф  | Чого чекати, коли чекаєш на дитину            | What to Expect When You're Expecting      | Гері Купер                               |
| 2012      | с  | Безсонні ночі                                 | Up All Night                              | Джастін (2 епізоди)                      |
| 2012      | тф | Я ще не вмер                                  | I'm Not Dead Yet                          | Сенді Лазарус                            |
| 2011—2012 | с  | Луні Тюнз Шоу                                 | The Looney Tunes Show                     | Генері Гоук (голос)                      |
| 2013      | ф  | Піймай шахрайку, якщо зможеш                  | Identity Thief                            | Тоні / клерк у готелі                    |
| 2013      | с  | На старт!                                     | Go On                                     | Карло (1 епізод)                         |
| 2013      | ф  | Озброєні і небезпечні                         | The Heat                                  | «Синій комірець» (робітник підприємства) |
| 2013      | ф  | Погані слова                                  | Bad Words                                 | Піт Фоулер                               |
| 2013      | ф  | Досить слів                                   | Enough Said                               | Вілл                                     |
| 2013      | тф | Безіменний проєкт Леррі Дорта і Бена Фальконе | Untitled Larry Dorf/Ben Falcone Project   | Девід                                    |
| 2014      | ф  | Теммі                                         | Tammy                                     | Кіт Морган                               |
| 2014      | кф |                                               | Tammy: Tammy's Road Trip Checklist        | Кіт                                      |
| 2014      | кф |                                               | Tammy: Wave-O-Rama                        | Кіт                                      |
| 2014      | кф |                                               | Tammy: P@#$-O-Rama                        | Кіт                                      |
| 2014      | с  | Від «А» до «Я»                                | A to Z                                    | Говард (6 епізодів)                      |
| 2015      | ф  | Шпигунка                                      | Spy                                       | Американський турист                     |
| 2014—2015 | с  | Новенька                                      | New Girl                                  | Майк (4 епізоди)                         |
| 2016      | ф  | Леді бос                                      | The Boss                                  | Марті                                    |
| 2016      | ф  | Новорічний корпоратив                         | Office Christmas Party                    | Доктор                                   |
| 2017      | ф  | Каліфорнійський дорожній патруль              | CHiPs                                     | Коп на велосипеді                        |
| 2017      | мс | Таємниці Майка Тайсона                        | Mike Tyson Mysteries                      | Білл Ван Біббер (голос, 1 епізод)        |
| 2018      | ф  | Іграшки для дорослих                          | The Happytime Murders                     | Донні                                    |
| 2018      | ф  | Душа компанії                                 | Life of the Party                         | Дейл, водій Uber                         |
| 2017—2018 | с  | Ніхто                                         | Nobodies                                  | У ролі себе                              |
| 2018      | ф  | Чи зможете Ви мені пробачити?                 | Can You Ever Forgive Me?                  | Алан Шмідт, букініст-шахрай              |
| 2020      | ф  | Суперінтелект                                 | Superintelligence                         | агент Чарльз Койпер                      |
| 2021      | ф  | Громові сили                                  | Thunder Force                             | Кенні                                    |
| 2021      | с  | Дев'ять ідеальних незнайомців                 | Nine Perfect Strangers                    | Пол Дреббл (4 епізоди)                   |
| 2022      | с  | Улюблений дурень бога                         | God's Favorite Idiot                      | Кларк Томпсон (головна роль, 8 епізодів) |
| 2022      | ф  | Тор: Любов і грім                             | Thor: Love and Thunder                    | Помічник режисера в Асгарді              |